# Ostindien

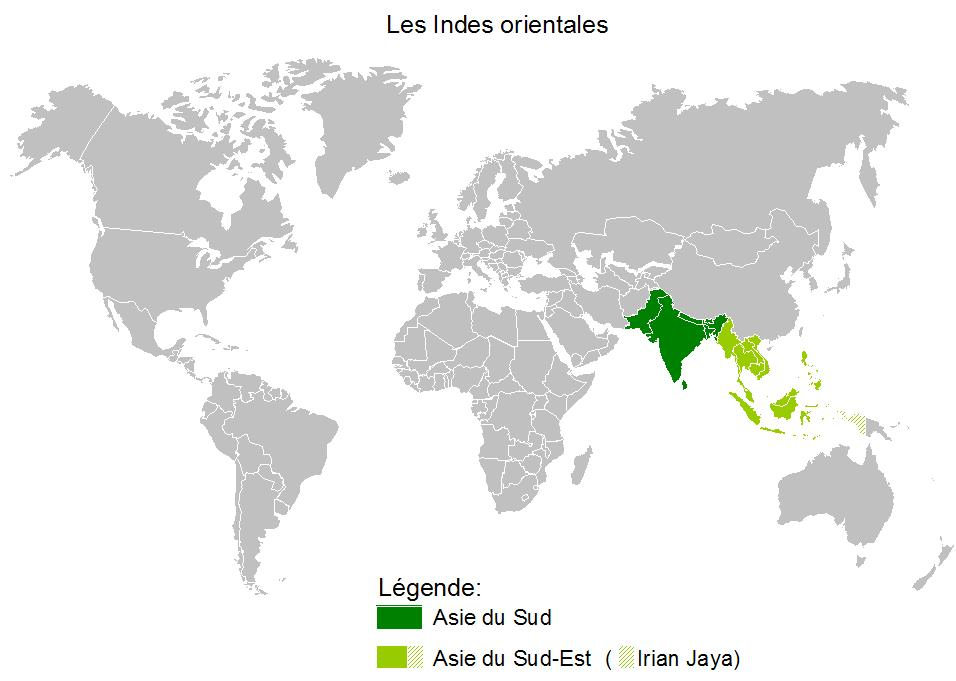
Ostindien under 1600- och 1700-talet

Ostindien var under 1600- och 1700-talen ett samlande namn på allt land öster om Afrika och omfattade alltså även den indiska subkontinenten, benämnd "Främre Indien" (de nuvarande länderna Indien, Bangladesh, Burma och Sri Lanka), samt "Bortre Indien" (nuvarande Thailand, Kambodja, Laos, Vietnam, Singapore och fastlandsdelen av Malaysia) och Kina. Ostindien kan jämföras med "Västindien" som från början var benämningen på Amerika och av den europeiske upptäckaren Christofer Columbus först antogs vara Indien. Senare användes begreppet Ostindien snarast för Ostindiska öarna det vill säga övärlden mellan Asiens fastland och Australien i södra området av Sydostasien (de nuvarande länderna Indonesien, Filippinerna, Brunei, den del av Malaysia som ligger på Borneo, Östtimor och Papua Nya Guinea). Begreppet Ostindien används inte numera. Indonesien kallades tidigare för Nederländska Ostindien.